# LPGA Tour 1973
Navigation
Édition précédente Édition suivante
Le LPGA Tour 1973 est la vingtième-quatrième édition du Ladies Professional Golf Association Tour (LPGA), circuit professionnel féminin de golf, qui se déroule du 4 janvier 1973 au 4 novembre 1973 exclusivement aux États-Unis à l'exception d'un tournoi au Canada. Cette vingtième-quatrième édition de ce circuit permet de proposer un certain nombre de tournois professionnels destinés aux femmes en dehors des compétitions amateurs. La volonté de la professionnalisation des golfeuses leur permet désormais de gagner de l'argent en jouant au golf.
Cette saison comporte trente-deux tournois, soit deux de plus qu'en 1972 et un unique tournoi hors des frontières des États-Unis au Canada, auxquels sont insérées des dotations financières en fonction du résultat de la golfeuse. Deux de ces tournois sont considérés comme « tournoi majeur » - le Championnat de la LPGA et l'Open américain (le Championnat Titleholders disparaît) - et sont considérés comme les plus prestigieux et difficiles à remporter.
L'Américaine Kathy Whitworth est désignée « Joueuse de l'année de la LPGA » (« Player of the Year ») pour la septième fois de sa carrière et gagne le classement des gains remporté avec des gains records de 82 864 $ en remportant sept victoires mais aucun tournoi majeur. Les tournois majeurs sont remportés par Mary Mills (Championnat de la LPGA) et Susie Berning (Open américain). Enfin, le « Trophée Vare » récompensant la golfeuse ayant la moyenne de score la plus basse de la saison est remporté par Judy Rankin pour la première fois après quatre succès consécutive de Whitworth.

## Histoire
Pour l'organisation de cette vingtième-quatrième édition, tous les tournois se disputent aux États-Unis à l'exception d'un tournoi au Canada par des golfeuses principalement américaines professionnelles et amateures. Le calendrier établi fait débuter la saison par l'Invitational de Burdine en Floride remporté par Jo Ann Prentice. Au cours de cette saison, tous les tournois ont été remportés par des golfeuses américaines professionnelles à l'exception du tournoi « La Canadienne » remporté par la Canadienne Jocelyne Bourassa.
L'Américaine Kathy Whitworth est désignée « Joueuse de l'année de la LPGA » (« Player of the Year ») pour la septième fois de sa carrière et gagne le classement des gains remporté avec des gains records de 82 864 $ en remportant sept victoires mais aucun tournoi majeur. Les tournois majeurs sont remportés par Mary Mills (Championnat de la LPGA) et Susie Berning (Open américain).

## Participantes à la saison LPGA 1973
Les participantes ont deux statuts. Certaines sont devenues professionnelles, et pour certaines avant la création de ce circuit, mais de nombreuses amateures prennent également part aux tournois sans toutefois pouvoir recevoir le montant des gains en raison de leur statut.
| Participantes    | Participantes    | Participantes     | Participantes    | Participantes      |
| Professionnelles | Professionnelles | Professionnelles  | Professionnelles | Professionnelles   |
| ---------------- | ---------------- | ----------------- | ---------------- | ------------------ |
| Kathy Ahern      | Debbie Austin    | Laura Baugh       | Pam Barnett      | Patty Berg         |
| Susie Berning    | Jane Blalock     | Jocelyne Bourassa | Gerda Boykin     | Murle Breer        |
| Betty Burfeindt  | Donna Caponi     | JoAnne Carner     | Kathy Cornelius  | Clifford Ann Creed |
| Mary Lou Crocker | Betsy Cullen     | Gail Denenberg    | Cathy Duggan     | Gloria Ehret       |
| Jan Ferraris     | Marlene Hagge    | Shelley Hamlin    | Sandra Haynie    | Pam Higgins        |
| Hisako Higuchi   | Joyce Kazmierski | Karolyn Kertzman  | Judy Kimball     | Sally Little       |
| Carol Mann       | Margie Masters   | Susie McAllister  | Kathy McMullen   | Sharon Miller      |
| Mary Mills       | Etsuko Nakamura  | Sandra Palmer     | Renee Powell     | Jo Ann Prentice    |
| Sandra Post      | Judy Rankin      | Betsy Rawls       | Sue Roberts      | Barbara Romack     |
| Masako Sasaki    | Noni Schneider   | Carole Jo Skala   | Marilynn Smith   | Sandra Spuzich     |
| Beth Stone       | Jo Ann Washam    | Kathy Whitworth   | Sherry Wilder    | Mickey Wright      |
| Sayoko Yamazaki  |                  |                   |                  |                    |
| Amateures        |                  |                   |                  |                    |
| Anne Sander      | Sherry Wilder    |                   |                  |                    |

## Calendrier de la saison 1973
L'édition 1973 se déroule du 4 janvier 1973 au 4 novembre 1973. La tableau suivant présente tous les tournois programmés pour la saison 1973. Les chiffres entre parenthèses correspondent au nombre de victoires remportées au moment de la victoire de la golfeuse audit tournoi remporté. Les tournois majeurs sont indiqués en gras.
| Date       | Tournoi                                                | Catégorie      | Dotation (US$) | Vainqueur individuelle |
| ---------- | ------------------------------------------------------ | -------------- | -------------- | ---------------------- |
| 07/01/1973 | Invitational de Burdine, Floride                       |                | 30 000 $       | Jo Ann Prentice (4)    |
| 11/02/1973 | Classic de Naples Lely, Floride                        |                | 25 000 $       | Kathy Whitworth (65)   |
| 18/02/1973 | Classic de Pompano Beach, Floride                      |                | 35 000 $       | Sandra Palmer (4)      |
| 11/03/1973 | Classic de S&H Green Stamp, Texas                      |                | 100 000 $      | Kathy Whitworth (66)   |
| 18/03/1973 | Open d'Orange Blossom, Floride                         |                | 25 000 $       | Sandra Haynie (27)     |
| 25/03/1973 | Classic de Sears, Floride                              |                | 100 000 $      | Carol Mann (32)        |
| 01/04/1973 | Open d'Alamo, Texas                                    |                | 30 000 $       | Betsy Cullen (2)       |
| 15/04/1973 | Colgate-Dinah Shore Winner's Circle, Californie        |                | 135 000 $      | Mickey Wright (82)     |
| 29/04/1973 | Classic de Birmingham, Alabama                         |                | 33 000 $       | Gloria Ehret (2)       |
| 06/05/1973 | Classic de American Defender-Raleigh, Caroline du Nord |                | 30 000 $       | Judy Rankin (8)        |
| 13/05/1973 | Open de Lady Carling, Maryland                         |                | 30 000 $       | Judy Rankin (9)        |
| 20/05/1973 | Invitational de Bluegrass, Kentucky                    |                | 30 000 $       | Donna Caponi (5)       |
| 03/06/1973 | Classic de Sealy, Nevada                               |                | 100 000 $      | Kathy Cornelius (6)    |
| 10/06/1973 | Championnat de la LPGA, Massachusetts                  | Tournoi majeur | 35 000 $       | Mary Mills (8)         |
| 17/06/1973 | La Canadienne, Canada                                  |                | 50 000 $       | Jocelyne Bourassa (1)  |
| 24/06/1973 | Open d'Heritage Village, Connecticut                   |                | 30 000 $       | Susie Berning (9)      |
| 01/07/1973 | Classic de Lady Tara, Géorgie                          |                | 30 000 $       | Mary Mills (9)         |
| 08/07/1973 | Classic de MARC Equity, New York                       |                | 35 000 $       | Mary Lou Crocker (1)   |
| 15/07/1973 | Classic de George Washington, Pennsylvanie             |                | 30 000 $       | Carole Jo Skala (1)    |
| 22/07/1973 | Open américain, New York                               | Tournoi majeur | 40 000 $       | Susie Berning (10)     |
| 05/08/1973 | Classic de Pabst, Ohio                                 |                | 35 000 $       | Judy Rankin (10)       |
| 12/08/1973 | Open de Child & Family Services, Illinois              |                | 30 000 $       | Betty Burfeindt (3)    |
| 19/08/1973 | Open de St. Paul, Minnesota                            |                | 25 000 $       | Sandra Palmer (5)      |
| 26/08/1973 | Open de National Jewish Hospital, Colorado             |                | 30 000 $       | Sandra Palmer (6)      |
| 02/09/1973 | Open de Charity, Texas                                 |                | 30 000 $       | Sandra Haynie (28)     |
| 09/09/1973 | Open de Dallas Civitan, Texas                          |                | 33 000 $       | Kathy Whitworth (67)   |
| 16/09/1973 | Open de Southgate, Kansas                              |                | 25 000 $       | Kathy Whitworth (68)   |
| 23/09/1973 | Open de Portland, Oregon                               |                | 30 000 $       | Kathy Whitworth (69)   |
| 30/09/1973 | Open de Cameron Park, Californie                       |                | 30 000 $       | Sandra Palmer (7)      |
| 07/10/1973 | Open de Lincoln-Mercury, Californie                    |                | 30 000 $       | Sandra Haynie (29)     |
| 14/10/1973 | Classic GAC, Arizona                                   |                | 35 000 $       | Judy Rankin (11)       |
| 21/10/1973 | Classic de Waco Tribune Herald, Texas                  |                | 25 000 $       | Kathy Whitworth (70)   |
| 28/10/1973 | Open du Corpus Christi Civitan, Texas                  |                | 25 000 $       | Sharon Miller (1)      |
| 04/11/1973 | Classic de Lady Errol, Floride                         |                | 50 000 $       | Kathy Whitworth (71)   |

## Classements saison 1973

### Tableau des gains («Money list»)
Le tableau ci-dessous est le classement des golfeuses par gains obtenus sur cette saison 1973. Le classement par gains est remporté par Kathy Whitworth avec 82 864 $ remportés.
| Cla. | Golfeuses        | Gains    | Victoires |
| ---- | ---------------- | -------- | --------- |
| 1    | Kathy Whitworth  | 82 864 $ |           |
| 2    | Judy Rankin      | 72 898 $ |           |
| 3    | Sandra Palmer    | 55 439 $ |           |
| 4    | Betty Burfeindt  | 51 030 $ |           |
| 5    | Carol Mann       | 47 734 $ |           |
| 6    | Mary Mills       | 47 638 $ |           |
| 7    | Sandra Haynie    | 47 353 $ |           |
| 8    | Kathy Cornelius  | 44 246 $ |           |
| 9    | Jane Blalock     | 40 710 $ |           |
| 10   | Joyce Kazmierski | 38 973 $ |           |

### Trophée Vare («Vare Trophy»)
Le tableau ci-dessous est le classement des golfeuses par scores les plus bas sur cette saison 1973.
| Cla. | Golfeuses       | Moyenne |
| ---- | --------------- | ------- |
| 1    | Judy Rankin     | 73,08   |
| 1    | Kathy Whitworth | 73,12   |